# Porta NOT
A Porta NOT ou inversora é uma porta lógica digital que implementa a negação lógica, de acordo com a tabela verdade abaixo. Uma entrada ALTA (nível lógico 1) resulta em uma saída BAIXA (nível lógico 0) e analogamente uma entrada BAIXA (0) resulta em uma saída ALTA (1). Ou seja, a porta NOT sempre produzirá como saída o inverso de sua entrada. F (falso) recebe o valor lógico de 0, e V (verdadeiro) 1.

## Tabela-Verdade
A tabela verdade para {\displaystyle {\overline {A}}} (Não A) é:
| A | {\displaystyle {\overline {A}}} |
| - | ------------------------------- |
| 1 | 0                               |
| 0 | 1                               |

## Símbolos
Existem dois tipos de símbolos (Normas ANSI e IEC) para a função inversora:

Norma ANSI

Norma IEC

## Descrição do Hardware
As portas NOT são portas lógicas básicas que são reconhecidas na TTL e circuitos integrados CMOS.
|  | 1. Vdd 2. Saída Q1 3. Entrada A1 4. Saída Q2 5. Entrada A2 6. Saída Q3 7. Entrada A3 8. Vss 9. Entrada A4 10. Saída Q4 11. Entrada A5 12. Saída Q5 13. NC 14. Entrada A6 15. Saída Q6 16. NC |

## Outras Aplicações

### Portas NAND e NOR
Quando não dispomos de portas NOT podemos implementar com as portas universais NAND ou NOR.
Uma porta NAND é composta por uma porta AND seguida de uma NOT.
Uma porta NOR é composta por uma porta OR seguida de uma NOT.

#### Representação
| A | B | S |
| - | - | - |
| 0 | 0 | 1 |
| 0 | 1 | 1 |
| 1 | 0 | 1 |
| 1 | 1 | 0 |

| A | B | S |
| - | - | - |
| 0 | 0 | 1 |
| 0 | 1 | 0 |
| 1 | 0 | 0 |
| 1 | 1 | 0 |

### Lei de De Morgan
Segundo De Morgan, a negação pelo operador NOT de A+B (A ou B) é equivalente a negação individual de cada variável da expressão A.B (A e B), e vice-versa. Como por exemplo: {\displaystyle /(A+B)=/A./B}